# El villano en su rincón
El villano en su rincón es una obra de teatro del dramaturgo español Lope de Vega, publicada por primera vez en 1617, si bien se data su composición entre 1611 y 1616.

## Argumento
La acción se sitúa en Francia. Un próspero granjero, de nombre Juan Labrador, vive feliz en sus propiedades, de manera humilde y contento con lo que tiene. Tan satisfecho está de su situación vital, que escribe con antelación su propio epitafio, haciendo constar que fue feliz sin necesidad de conocer al rey. Esta circunstancia viene en conocimiento del monarca, que movido por la curiosidad, se presenta de incógnito en el hogar de Juan, solicitando su clemencia, mediante la concesión de un préstamo. Conmovido por la predisposición del granjero, el rey revela su identidad e invita a Juan y a su ambiciosos hijos Feliciano y Lisarda  a instalarse en la corte y aconsejarle en los asuntos de estado. A Juan lo nombra mayordomo regio.

## Datación
El villano en su rincón fue publicada en 1617, en la Séptima parte de las comedias de Lope. José Fernández Montesinos, en 1926, señaló que la obra tuvo que componerse entre los años 1611 y 1616.
Joaquín Casalduero señaló que la obra mostraba el influjo de la Fábula de Polifemo y Galatea de Góngora, que no se difundió hasta finales de 1612 o principios de 1613.
Marcel Bataillon en un influyente artículo de 1949 sostuvo, al percibir una alusión a las bodas franco-españolas pactadas entre los reyes Felipe IV y Luis XIII, que culminaron en 1615, que la obra había de datarse entre febrero de 1614 (pues el Almirante de la comedia de Lope remitiría al Duque de Sessa, de quien el dramaturgo era secretario, que había conseguido un almirantazgo en esa fecha) y el 25 de octubre de 1615, fecha en que se frustró la posibilidad de que el Duque de Sessa presidiera el cortejo que acompañaría a la corte española hasta la frontera, donde se intercambiarían los respectivos desposados Isabel de Borbón, que casaría con Felipe IV, y Ana de Austria, que contraería matrimonio con Luis XIII.
Finalmente, Joaquín de Entrambasaguas, en 1961, postuló que lo más probable es que la comedia se escribiera a comienzos de 1616, una vez asentados los recuerdos de aquel viaje en que Lope sirvió su señor, que acompañó al cortejo real.

## Temas y análisis
Lo que primero aparece al abordar la comedia de El villano en su rincón es la alusión al tópico de la alabanza de aldea, como reza el título de la obra de Fray Antonio de Guevara, Menosprecio de corte y alabanza de aldea, de 1539, y que fue formulado, con consecuencias decisivas para la literatura occidental, en el Beatus ille por Horacio. Podría ilustrarse este lugar común con una canción que los músicos interpretan (Lope la toma de la que publicó en su novela pastoril a lo divino Los pastores de Belén, de 1612), y que recrea muy de cerca la Oda a la vida retirada de Fray Luis de León, que fue quien revitalizó el elogio de la vida sencilla en la segunda mitad del siglo XVI:

¡Cuán bienaventurado/ aquel puede llamarse justamente,/ que sin tener cuidado / de la malicia y lengua de la gente,/ a la virtud contraria,/ la suya pasa en vida solitaria!/ Caliéntase el enero/ alrededor de sus hijuelos todos,/ a un roble ardiendo entero,/ y allí contando de diversos modos/ de la extranjera guerra,/ duerme seguro y goza de su tierra.
El villano en su rincón, ed. cit., vv. 1865-1876.

Sin embargo, a diferencia del ideal renacentista, el periodo barroco también tiene en cuenta la parcela política del hombre, pues el alejamiento y desinterés por el rey, quien en el siglo XVII simboliza la política, en la cumbre de su jerarquía, y refleja el orden divino, contraviene la necesidad de conciliar las dos facetas humanas, los ámbitos aldea-corte / naturaleza-sociedad / campo-ciudad. Uno de los aciertos de Lope es haber sabido convertir en sustancia dramática la oposición entre aldea (representada por Juan Labrador) y corte (por el rey), encarnada en dos férreas personalidades. La postura del labrador de desdeñar la faceta cortesana se resolverá a favor del rey con un premio que es a la vez un castigo: al nombrarlo su mayordomo le obligará a ver al rey durante el resto de su vida.

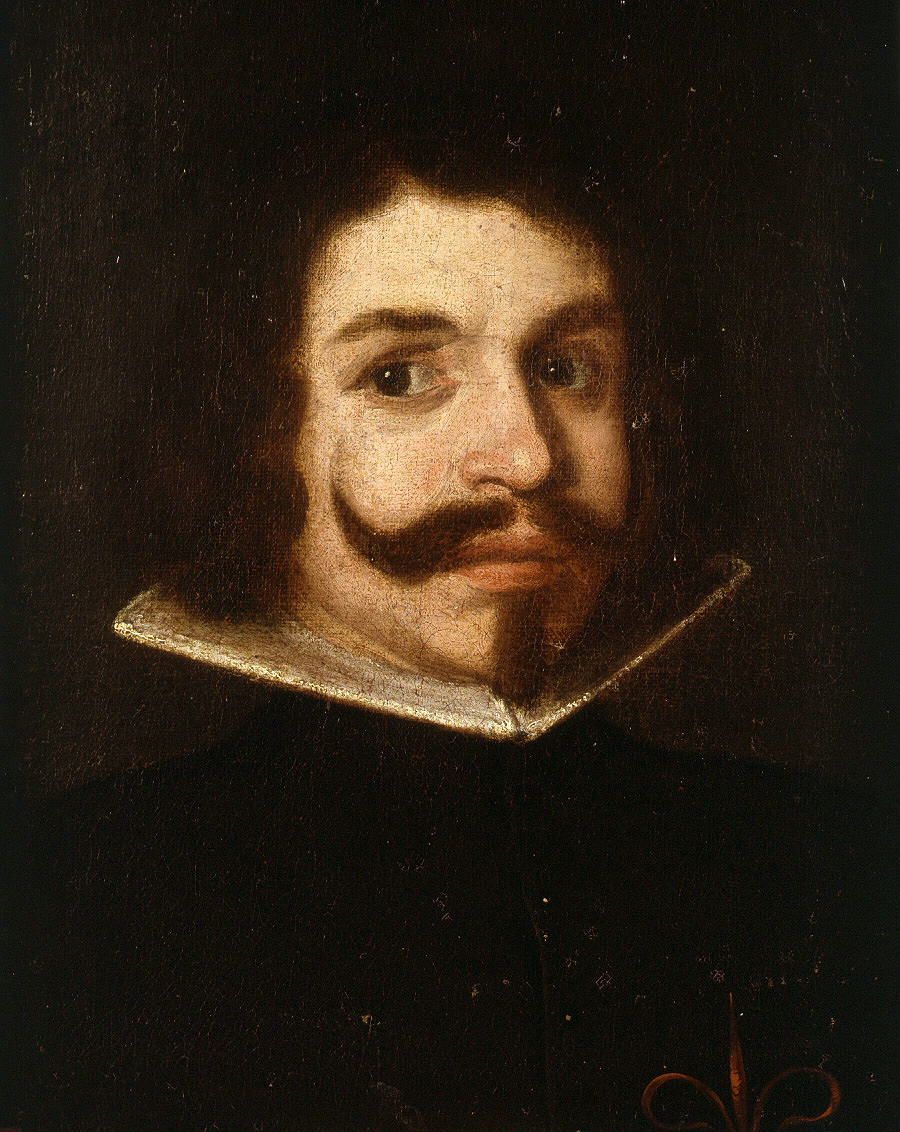
Baltasar Gracián, retratado hacia 1630-1636. El autor aragonés consideró en Agudeza y arte de ingenio, Discurso XLV, que El villano en su rincón era una de las más interesantes obras de Lope por suponer una «fábula moral», es decir, una ficción que ofrecía una enseñanza moralizante y se inscribía en los géneros didácticos. A ellos tendió siempre la literatura de Gracián que cultivó lo que en su tiempo se denominaba Filosofía Moral.

La lección (ya Baltasar Gracián destacaba en su Agudeza y arte de ingenio esta obra de Lope, asimilándola al género didáctico, por constituir una «fábula moral») ha sido cuestionada por algunos críticos, como Bruce W. Wardropper (1971), por suponer un castigo excesivo al villano. Sin embargo Sánchez Romeralo (1991), señala lo presuntuoso que resulta que Juan Labrador grabe un epitafio en el que da por hecha toda su vida, aseverando que «...nunca sirvió a señor/ ni vio la corte ni al Rey,/ ni temió ni dio temor;/ ni tuvo necesidad, /ni estuvo herido ni preso,/ ni en muchos años de edad/ vio en su casa mal suceso,/ envidia ni enfermedad.» (vv. 736-743), cuando nadie puede adivinar antes de morir qué le va a suceder, según conocido adagio, que ya se encuentra en el Edipo rey de Sófocles, «No llamemos a nadie bienaventurado que sea de estirpe mortal, hasta que haya cruzado la raya de la vida, libre de dolor», que figura en la General estoria de Alfonso X el Sabio («Ninguno non deve seer dicho bien aventurado ante de su muert»), que está presente en la paremiología castellana, en refrán recogido en el Vocabulario de refranes y frases proverbiales de Gonzalo Correas («No me digas bien hadada hasta que me veas soterrada») y que incluso está expresado por boca del propio Juan Labrador en los versos 2452-2454 «Ya declina conmigo la fortuna,/ porque ninguno puede ser llamado / hasta que muere bienaventurado». De hecho, algunas de estas afirmaciones se desmentirán en el desarrollo de la obra, pues Juan Labrador, al ser sometido a las pruebas del rey (sobre todo al pedirle a sus hijos para ser llevados a la corte) sí sentirá temor, y ve el comienzo de lo que podría ser un mal suceso. La arrogancia de dar por feliz toda su vida cuando aún falta mucho para que se acabe es el «pecado» por el que es «castigado» Juan Labrador: el de soberbia, más allá de su comportamiento, en la parte que corresponde al orden político, asocial.
La moraleja final es que hay que concertar todos los elementos de la sociedad. Así como el amor iguala a Otón y a Lisarda, pese a la desigualdad de sus orígenes sociales (cuyo movimiento inicial lo lleva a cabo Lisarda al acudir a la corte al comienzo de la obra), el rey y sus vasallos deben vivir en armonía, y la negativa de Juan Labrador a ver al rey la rompe, por lo que el propio monarca se ve obligado a descender al ámbito villano para restablecerla yendo él en persona a visitarlo, aunque en su primer encuentro este no sepa que está viendo al rey; lo cual desmiente otra de las premisas que el labrador grabó en su epitafio antes de morir: «ni vio la corte ni al Rey» (v. 737). Este tema, la reunión de los contrarios mediante el amor, se ejemplifica, según Wardropper, en una adivinanza o enigma que plantea Lisarda y resuelve Costanza:

LISARDA. ¿Qué es, Costanza, cosi cosa,/ que llaman en corte enima,/un alto, que un bajo estima/ sin fuerza más poderosa,/ y un bajo que al alto aspira?/ COSTANZA. Una música formada/ de dos voces. LIS. Bien me agrada./ COS. Aunque alto y bajo estén, mira/ que, aunque son tan desiguales/ como la noche y el día,/ aquella unión y armonía/ los hace en su acento iguales;/ que el alto en un punto suena/ con el bajo siempre igual,/ porque si sonaran mal,/ causaran notable pena./ LIS. Música me persuades/ que el amor debe de ser./ COS. El amor tiene poder/ de concertar voluntades. / LIS. No hay músico ni maestro/ como amor, de altos y bajos;/ pero canta contrabajos/ en que siempre está más diestro.
El villano en su rincón, ed. cit., vv. 1144-1167.

Las dos acciones paralelas de la obra: los amores de Otón y Lisarda (en el plano de la comedia) y el encuentro-desencuentro entre Juan Labrador y el rey (en el de la alegoría, que acaba reforzada por la simbología de un auto sacramental a lo profano: cordero con un cuchillo colgante, que envía Juan Labrador en prenda de sumisión, con lo que se adelanta el desenlace de la obra —si bien Juan Labrador nunca negó que siempre estaría a las órdenes del rey, y hacía una excepción al no verle, que causara disgusto al rey—; y cetro, espada y espejo, emblemas del poder, justicia y función de ejemplo en el que mirarse regios) cumplen con la unidad de acciones mediante este tema común a las dos tramas. Y la metáfora de la música, que en un lugar central de la obra, es el núcleo donde se anudan acciones y temas. El mundo barroco necesita atender a todos los aspectos humanos y a todos los estratos de sociales en un concierto armónico. Aunque este amor solo se logra (canta) «con/trabajos» (v. 1166), como sucede en todo conflicto dramático.

## Refundiciones

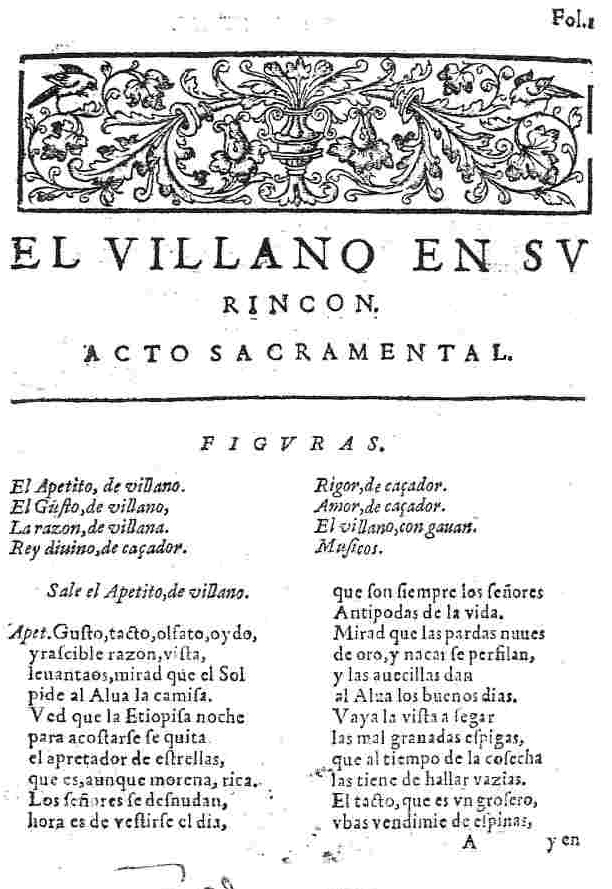
José de Valdivieso, «El villano en su rincón. Auto sacramental», en Doce autos sacramentales y dos comedias divinas, 1622, fol. 1.

Dos son las principales refundiciones que se han elaborado a partir del drama lopesco. La primera es un auto sacramental, de título homónimo, que José de Valdivieso (especializado en este tipo de teatro religioso) compuso y fue publicado en Doce autos sacramentales y dos comedias divinas (Toledo, Juan Ruiz, 1622), en que aprovechaba las posibilidades que le daba el desenlace de la comedia de Lope con una simbología emblemática típica de los autos sacramentales y un banquete final que facilitaba la Santa Cena eucarística habitual en los autos, cuyo asunto era siempre la exaltación del Corpus Christi. Para ello desarrolló figuras alegóricas a partir de los criados o peones labradores de Lope, como la Razón, que es esclava del Gusto y el Apetito, y que se ve abocada a trabajar para ellos, hasta que es liberada y los papeles se cambian, y los dos apetitos pasan a ser dominados por la Razón. Juan Labrador sigue siendo el mismo carácter, pero además representa al Hombre, que no quiere ver al rey, que simboliza a Dios. Al final de la obra, el rey-Dios consigue que este Hombre vuelva al redil de la Religión. Un sucinto análisis del auto se encuentra en capítulo VI, titulado «El villano y el rey del cielo» del artículo de 1949 de Marcel Bataillon «El villano en su rincón».

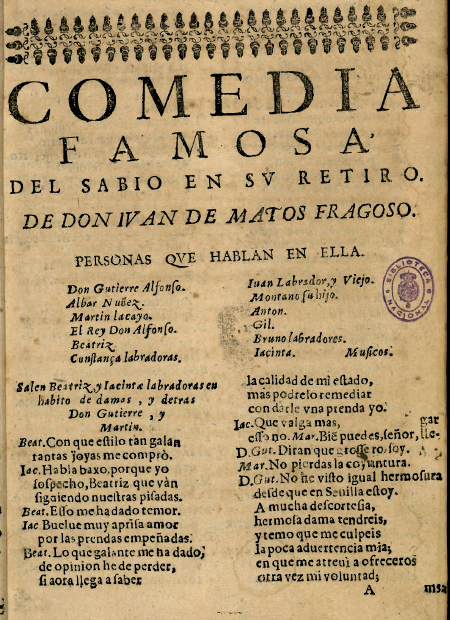
El sabio en su retiro, título con el que se publicó en 1670 la refundición de Juan de Matos Fragoso (1608-1689) de El villano en su rincón.

La segunda la llevó a cabo en 1670 Juan de Matos Fragoso y se titula El sabio en su retiro y villano en su rincón. Para algunos críticos, como Duncan Moir es la mejor obra de su autor y no muy inferior a la de Lope. Para otros, como Marcel Bataillon (1949), su pretensión de corregir los errores escénicos de la obra de Lope (para evitar los desajustes espaciales sitúa su obra en la Sevilla del rey Alfonso X de Castilla) le pierde, y el rey Sabio se convierte en un galán de opereta.

### Obras inspiradas enEl villano en su rincón
- Juan de la Hoz y Mota, El montañés Juan Pascual, 1709.[27]
- Robert Dodsley, The King and the Miller of Mansfield, 1737. 'El Rey y el molinero de Mansfield'.
- Michel-Jean Sedaine, Le roi et le fermier, 1762. Comedie en trois actes. 'El rey y el granjero. Comedia en tres actos'.
- Charles Collé, La partie de chasse d'Henri IV, 1762. 'La partida de caza de Enrique IV'.
- Carlo Goldoni, Il re alla caccia, Venezia, Bassanese, 1763. (Ópera bufa). 'El rey de caza'.
- Friedrich Halm, König und Bauer, 1842. 'El rey y el villano'.
- Antonio García Gutiérrez (letra) y Emilio Arrieta (música), La cacería real, 1854. Zarzuela en tres actos.

## Ediciones
- Príncipe: «Comedia famosa del villano en su rincón», en El Fénix de España Lope de Vega Carpio [...] Séptima parte de sus comedias, Madrid, Viuda de Alonso Martín, 1617, ff. 1-24. Reimpresa en Barcelona, Sebastián Cormellas, 1617
- Comedias de diferentes autores. Parte cuarenta y cuatro, Zaragoza, Herederos de Pedro Lanaja y Lamarca, 1652.
- Comedias nuevas escogidas de los mejores autores de España. Parte treinta y tres, Madrid, Fernández de Buendía, 1670.
- Juan Eugenio de Hartzenbusch, en Comedias escogidas de Frey Lope de Vega Carpio, vol. II, Madrid, Rivadeneyra (BAE), t. XXXIV, 1872, págs. 135-154.
- Marcelino Menéndez Pelayo (dir.), en Obras de Lope de Vega, t. XV, Madrid, RAE, 1913; reedición: Barcelona, Teide, 1961.
- Joaquín de Entrambasaguas, Madrid, CIAP (Bibliotecas Populares Cervantes), 1929.
- Federico Carlos Sainz de Robles, Lope Félix de Vega Carpio: Obras escogidas, Madrid, Aguilar, 1946. «El villano en su rincón», págs. 1165-1201.
- Fernando Lázaro Carreter y Evaristo Correa Calderón, Salamanca, Anaya, 1961.
- Alonso Zamora Vicente, Madrid, Gredos, 1961.
- Juan María Marín Martínez, Madrid, Cátedra, 1987.
- Guillermo Serés, en Lope de Vega, Comedias (edición crítica de las partes de comedias de Lope de Vega). Lérida, Milenio, 1997, t. VII, vol. 1.
- Juan Antonio Martínez Berbel, Madrid, Castalia (Clásicos Castalia, 304), 2010.

## Algunas representaciones en el siglo XX
- Teatro Español, Madrid, 1935.
  - Escenografía: Sigfrido Burmann.
  - Intérpretes: Margarita Xirgu, Enrique Borrás.

- Teatro Español, Madrid, 1950.[28]
  - Dirección: Cayetano Luca de Tena.
  - Intérpretes: Guillermo Marín (Juan Labrador), María Jesús Valdés (Lisarda), Gabriel Llopart, José Capilla, Esperanza Grases, Maruja Recio.

- Teatro Español, Madrid, 1964.
  - Dirección: Miguel Narros.
  - Intérpretes: Guillermo Marín, Susana Canales, Arturo López, Juan Sala.

- Televisión española, Estudio 1, 5 de marzo de 1970.
  - Intérpretes: Manuel Dicenta, Ángel Picazo, Elisa Ramírez, Manuel Tejada, Víctor Valverde, José María Escuer, José Caride y Marcela Yurfa.